# Jana Pečená
Jana Pečená (* 31. října 1936) byla česká a československá politička Komunistické strany Československa a poúnorová poslankyně Národního shromáždění ČSSR.

## Biografie
Ve volbách roku 1960 byla zvolena do Národního shromáždění ČSSR za Západočeský kraj. Od 14. listopadu 1960 byla kandidátkou na členství v KSČ. V Národním shromáždění zasedala až do konce volebního období parlamentu, tedy do voleb v roce 1964.